# Serica kangdingensis
Serica kangdingensis är en skalbaggsart som beskrevs av Ahrens 2005. Serica kangdingensis ingår i släktet Serica och familjen Melolonthidae. Inga underarter finns listade i Catalogue of Life.